# 田久保真見
田久保真見，日本女性作詞家。她為各種音樂類型作詞，包括演歌、歌謠曲、流行音樂、廣告以及動畫和遊戲的角色歌曲。

## 人物簡介
1995年，作為填詞人以金蓮子主唱的歌曲「涙之鎖」登上公信榜歌謠曲演歌領域第1名。並於1996年獲得第29屆日本作詩大獎，為大眾所熟知。
2007年，負責電影《NANA 2》的劇中歌曲《Truth》進行填詞（伊藤由奈演唱），該片是大片電影《NANA》的續集。2016年憑藉堀内孝雄的《空蝉の家》獲得第49屆日本作詩大獎。
此外，她從一開始就參與了動畫與遊戲「遙遠時空」系列，並參與了大約160首角色歌曲。之後收錄全曲的《遙遠時空 中田久保真見 言葉集（全4卷／）》於2018年發行，由本人一一解說，成為粉絲熱議的話題。
在動畫、J-POP、演歌和歌謠曲等所有類型的公信榜上獲得第一名。此外，在關於社會問題的作品中，如湯原昌幸關於癡呆症的和堀內孝雄關於空置房屋的作品也受到高度評價。此外，她還從日本演歌界的主要人物作曲家船村徹的原創專輯中入選及參與。
2019年，將發行上沼惠美子的單曲《時之書籤》。這首歌曲是以東京奧運、世博會和地震為主題，是一首為度過昭和、平成、令和三個時代的日本人加油的歌曲。在公佈新歌的「ABC電台祭2019」上，多達35000人聚集在世博70紀念公園，成為熱門話題。

## 年譜
在活躍於廣告歌曲、J-POP、動畫歌曲之後，以金蓮子的「涙之鎖」聞名。
- 1996年，獲得第29屆日本作詩大獎（金蓮子（日语：김연자）「涙之鎖」）。
- 2005年，獲得第38屆日本作詩大獎（音羽忍（日语：音羽しのぶ）「二年酒」）。
- 2006年，製作電影《劇場版 遙遠時空 舞一夜》的形象歌曲「玉響之雫」。
- 2007年，製作電影《NANA 2》的劇中歌曲「Truth」（伊藤由奈主唱）。
- 2007年，獲得第40屆日本作詩大獎（北山毅（日语：北山たけし）「男鹿半島」）。
- 2008年，製作紀念日本與越南建交35週年的歌曲，由杉良太郎（日语：杉良太郎）演唱。
- 2012年，獲得第45屆日本作詩大獎、最佳作品獎（朝見智幸（日语：あさみちゆき）「新橋二丁目七番地」）。
- 2013年，北島三郎發行。
- 2013年，大月節子（日语：大月みやこ）出道50週年紀念歌曲《生命的歡呼》獲得唱片獎和最佳演唱獎。
- 2013年，獲得第46屆日本作詩大獎（水森香織）。
- 2014年，獲得第47屆日本作詩大獎（北山毅「有明海」）。
- 2015年，製作東京電視台電視劇《三個歐吉桑2》的主題曲，由和田現子演唱。
- 2015年，獲得第48屆日本作詩大獎（大月節子）。
- 2016年，獲得第49屆日本作詩大獎（堀內孝雄（日语：堀内孝雄））。
- 2018年，《遙遠時空 中田久保真見 言葉集（全4卷）》發行，由本人一一解說，該系列的大部分作品包含約160首歌曲。
- 2018年，獲得第51屆日本作詩大獎（大月節子）。
- 2019年，五木宏出道55周週年紀念歌曲發行。
- 2019年，獲得第55屆日本作詩大獎（大月節子「涙川」）。
- 2019年，上沼惠美子《時之書籤》發行。

## 作詞樂曲
行
- 秋元順子「ROSE」
- 朝見智幸（日语：あさみちゆき）「紙風船（日语：紙ふうせん (曲)）」「井之頭線」「回憶寫真館」「新橋二丁目七番地（日语：新橋二丁目七番地）」等多數
- 安部恭弘（日语：安部恭弘）「Calling You」
- 生稻晃子「想忘記」
- 石川小百合「砂椅子」
- 市川隆（日语：市川たかし）「夕霧草」
- 五木宏（出道55週年紀念歌曲，並獲得oricon第1名）
- 石塚早織「Silent Tears」（電視動畫「魔法陣都市」OP主題歌曲、插入歌曲）
- 伊藤由奈「Truth（日语：Truth (伊藤由奈の曲)）」（電影「NANA2」劇中歌曲）
- 大野惠理（日语：大野えり）「Destiny Love」（電視動畫特別篇「魯邦三世：魯邦暗殺指令（日语：ルパン三世 ルパン暗殺指令）」主題歌曲）
- 小澤亞貴子（日语：小沢亜貴子）
- 岩出和也（日语：岩出和也）
- 上杉香緒里
- 大月節子（日语：大月みやこ）（出道50週年紀念歌曲，並獲得oricon第1名）「涙川」等
- 大野惠理（日语：大野えり）「Destiny Love」（電視動畫《魯邦三世：魯邦暗殺指令（日语：ルパン三世 ルパン暗殺指令）》主題歌）
- 小澤亞貴子（日语：小沢亜貴子）

行
- 一葉（日语：一葉）
- 加藤夏希（電視動畫《飆悍射將》片頭主題曲）
- 角川博等
- 門倉有希（日语：門倉有希）「合鍵」「鬼百合」「漂流船」
- 上沼惠美子（日语：上沼恵美子）
- 佳山明生（日语：佳山明生）「冬茜」
- 川田真美（電視動畫《拜託了☆老師》片尾主題曲）
- 川中美幸（日语：川中美幸）
- 川野夏美「三日月迷子」
- 北島三郎（獲得oricon第1名）
- 北原美玲
- 北山毅（日语：北山たけし）「男鹿半島」等多數
- 金蓮子（日语：김연자）「月下美人」等
- 黑木美佳
- Kenjiro（日语：Kenjiro）「口約束」「夜光虫」「泥船」等
- 郡山健太（日语：こおり健太）「風花」（獲得oricon第1名）等
- 小金澤升司
- 伍代夏子
- 金平糖（日语：こんぺいとう (アイドルユニット)）

行
- 西鄉輝彥
- Caetla（日语：サエラ）
- 佐山陽規（日语：佐山陽規）（廣播劇CD《闇河魅影》主題曲）
- 傑洛
- 島津亞矢「富士」等
- 瀨川瑛子
- 瀨口侑希（日语：瀬口侑希）等

行
- 高城蕾妮（桃色幸運草Z）
- 高橋洋子等多數
- 竹島宏（日语：竹島宏）
- 田原俊彥
- Cheuni（朝鲜语：정재은 (가수)）等
- CHA-CHA（日语：CHA-CHA）「約束」
- 張銀淑（朝鲜语：장은숙 (가수)）等
- 張允瀞等
- 等
- 天童芳美
- 鳥羽一郎（日语：鳥羽一郎）「夫婦船」

行
- 中澤卓也
- 中原麻衣（電視動畫《光與水的女神》劇中插入曲）
- 中山美穗
- 灘麻太郎（日语：灘麻太郎）
- 夏川里美
- 西崎綠（日语：西崎緑）「偽名」「哀シテル」
- 西田愛（日语：西田あい）「月見草」「砂之花」
- 西山仁美

行
- 走裕介（日语：走裕介）
- 服部浩子（日语：服部浩子）
- 花岡優平（日语：花岡優平）
- 濱圭介（日语：浜圭介）
- 林麻美（日语：林あさ美）
- 原田悠里（日语：原田悠里）「涙時雨」
- 等
- 日吉咪咪（日语：日吉ミミ）
- 藤原浩
- 船村徹（日语：船村徹）
- 堀內孝雄（日语：堀内孝雄）（獲得第49屆日本作詩大獎）

行
- 前川清
- 真木柚布子
- 松尾雄史（日语：松尾雄史）
- 松川未樹（日语：松川未樹）
- 美川憲一
- 水森香織
- 三田明（日语：三田明）
- 宮里奏（日语：みやさと奏）
- 森進一
- 森昌子
- 門戶龍二

行
- 山内惠介
- 山本亞紀（日语：山本あき）「卑怯者」
- 山本讓二「放浪酒」等
- 湯原昌幸（日语：湯原昌幸）等

行
- 和田現子
- 和田青兒（日语：和田青児）

## 腳註

## 外部連結
- （日語）
- （日語）